# Automotoclub Storico Italiano
L'Automotoclub Storico Italiano (noto anche con la sigla ASI) è un ente senza scopo di lucro fondato nel 1966 con sede a Torino il cui obiettivo è quello di tutelare gli interessi generali della motorizzazione storica italiana, valorizzandone l’importanza culturale, storica e sociale e promuovendo la conservazione e il recupero di qualsiasi veicolo a motore che abbia compiuto vent’anni, in quanto riconosciuti come protagonisti attivi e insostituibili della storia del Ventesimo secolo.

## Storia

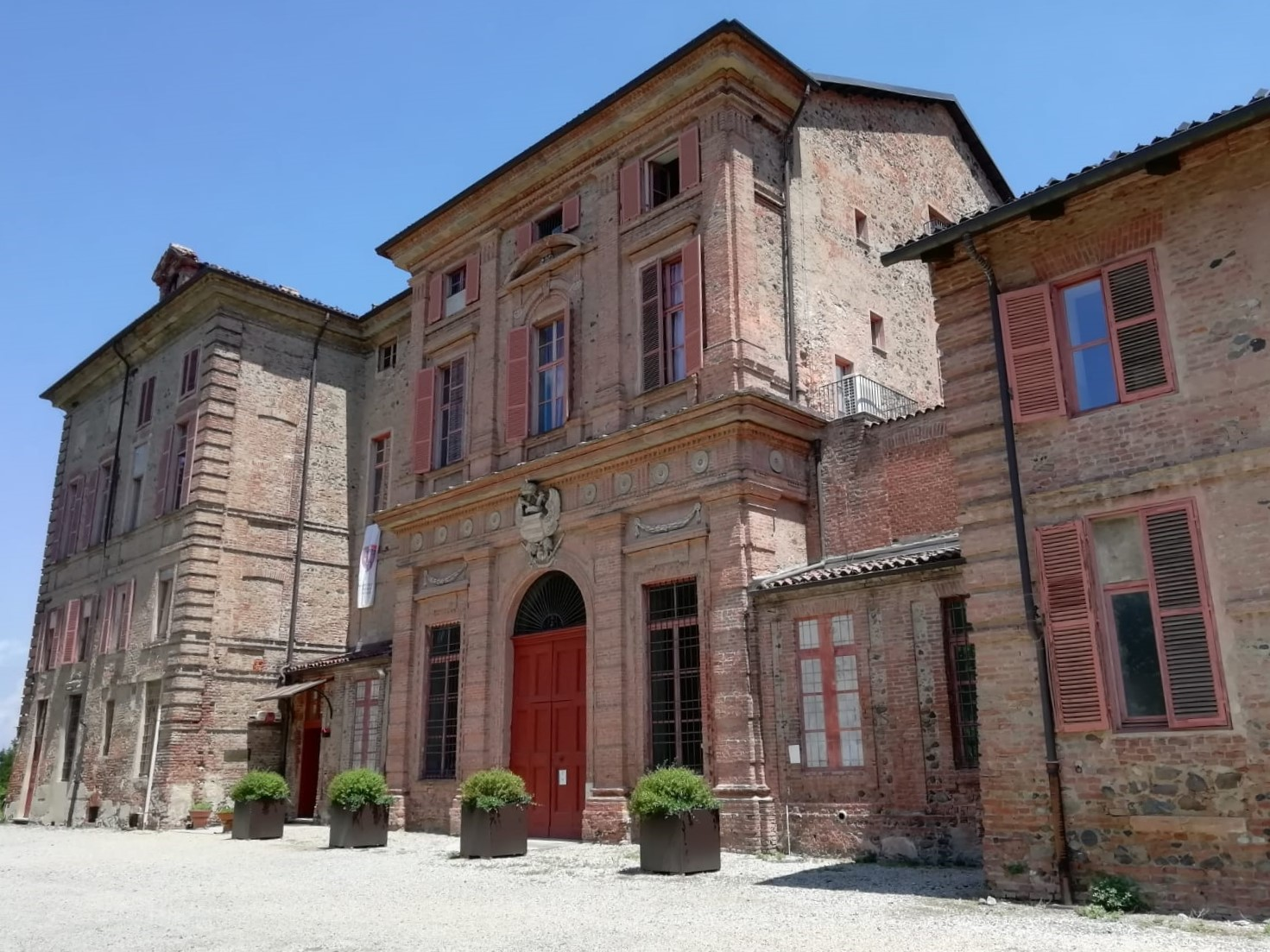
Sede attuale dell'ASI a Villa Rey

L’Automotoclub Storico Italiano nasce nel 1966 dalla fusione di due associazioni: il Veteran Car Club d’Italia di Torino presieduto da Umberto Agnelli e la Federazione Italiana Automotoveicoli d’Epoca di Milano con Giovanni Lurani alla presidenza. L’atto costitutivo ufficiale dell’ASI venne firmato a Bardolino il 25 Settembre 1966, in occasione del 6° Rally d’Italia dall’Adriatico al Garda, e fu decretata come prima sede il Museo dell’Automobile di Torino.
Fin dal principio iniziò un’intensa attività volta alla ricerca e alla conservazione dei veicoli di interesse storico, alla promozione di interventi legislativi o a misure di tutela dei veicoli e degli appassionati, e all’organizzazione di manifestazioni alle quali potessero partecipare tali autoveicoli, anche se con un carattere ancora molto elitario e legate all’attività della FIVA (Federation Internationale Vehicules Anciens).
Ad Umberto Peretti Colò, primo presidente fino al 1971, succede Giovanni Caproni, affiancato fino al 1976 dal Presidente Onorario Rodolfo Biscaretti di Ruffia. Sono anni in cui il motorismo storico conosce una certa popolarità e sotto la presidenza di Augusto Costantino il numero dei tesserati ASI passa da poco più di 700 ai 3000 del 1982.
Nel 1983 l’ASI, insieme ai registri Fiat, Lancia e Alfa Romeo, ottiene l’esenzione fiscale per i veicoli storici, contenuta nella legge 53/1983. Il movimento ha un grande impulso, dovuto anche alla crescente passione per i veicoli storici. Da semplice club per gli appassionati, l’ASI si trasforma in un vero e proprio movimento a tutela e a salvaguardia del motorismo storico. La base di iscritti si allarga in questo periodo, il numero dei tesserati sale con progressione fino a sfiorare le 15.000 unità nel 1998.
Un nuovo regolamento tecnico apre le porte alla legge 342, art.63, che nel 2000 conferisce all’ASI la facoltà di certificare i veicoli e di iscriverli nel proprio registro per godere delle tutele previste dallo Stato.

### ASI oggi
Oggi l’Automotoclub Storico Italiano, presieduto da Alberto Scuro, rappresenta istituzionalmente il motorismo storico italiano presso tutti gli organismi competenti, nazionali ed internazionali. Conta oltre 150.000 soci e raggruppa al suo interno oltre 300 club tra federati e aderenti.
ASI organizza e patrocina eventi cultuali che hanno per protagonisti i veicoli storici: manifestazioni rievocative, concorsi di eleganza, raduni turistici, mostre e convegni che hanno l’importante funzione di far rivivere i veicoli e sensibilizzare l’opinione pubblica sulla bellezza e sul prestigio del patrimonio storico motoristico nazionale. ASI, inoltre, dialoga costantemente con le Istituzioni affinché questi beni culturali non vengano abbandonati, ma venga incentivato il loro recupero e la loro conservazione e se ne consenta l’uso e la circolazione. Nel 2018, ASI ha istituito la Giornata Nazionale del Veicolo d’Epoca e, nel 2019, il Premio ASI per il Motorismo Storico: il primo riconoscimento è stato consegnato alla presidente del Senato Maria Elisabetta Alberti Casellati per sua grande sensibilità dimostrata nei confronti del motorismo storico.
Infine, ASI fa parte della FIVA (Federation Internationale Vehicules Anciens), l’organismo che si occupa a livello internazionale della tutela del motorismo storico, ed è l’associazione nazionale di riferimento sul territorio italiano.
Dal 2006 l’ASI ha la sua sede a Villa Rey, storica residenza sulla collina torinese.

## Collezione ASI Bertone

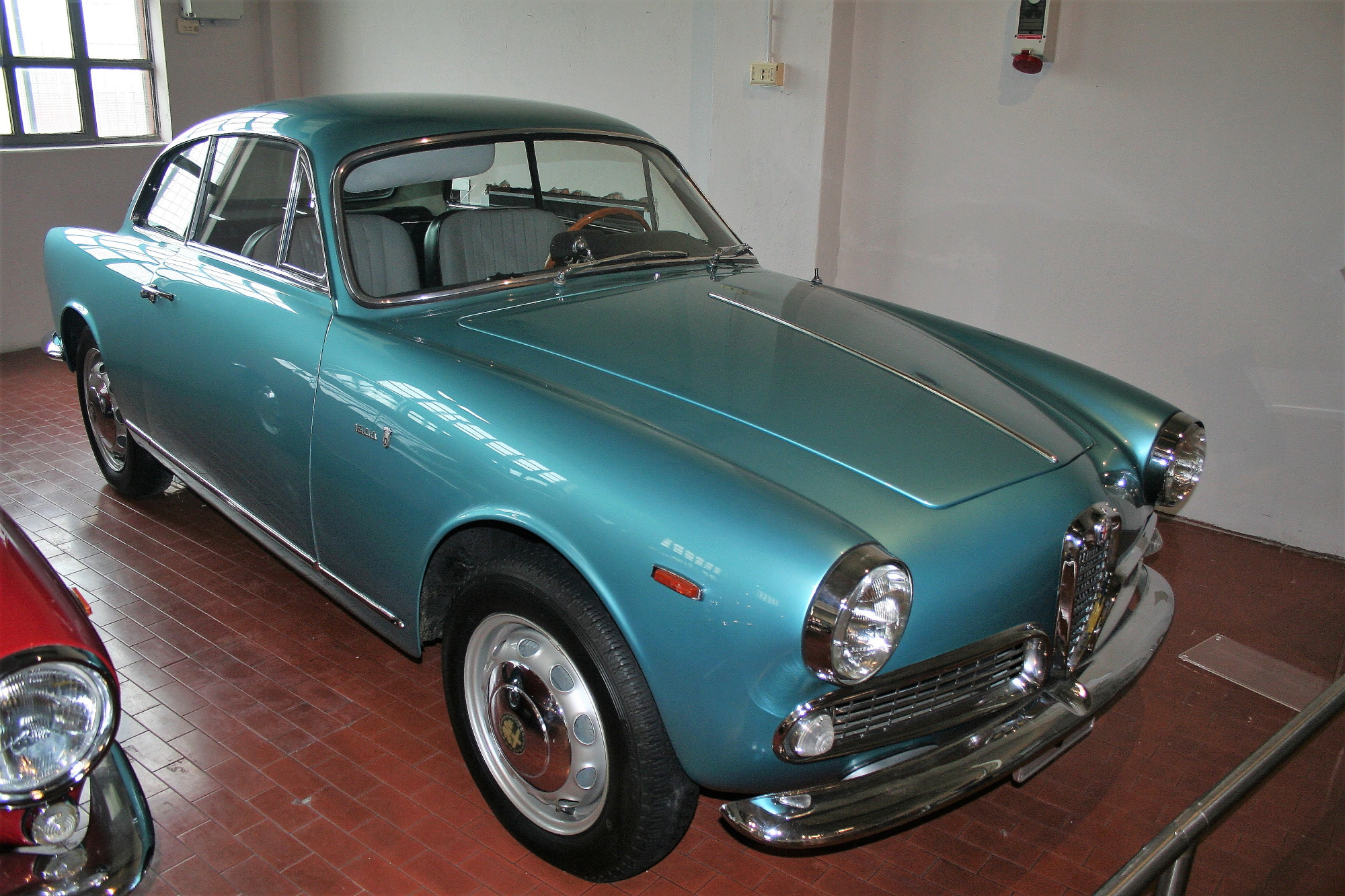
Alfa Romeo Giulia Sprint, 1963

La Collezione ASI Bertone è una collezione di 79 esemplari tra veicoli, telai e modelli disegnati dalla celebre Carrozzeria Bertone di Torino comprendente mezzi di grande importanza come le Lamborghini Miura, Espada e Countach, una Lancia Stratos stradale, una Alfa Romeo Giulia SS, una Giulia Sprint, una Montréal e numerosi prototipi disegnati da Nuccio Bertone e dai suoi collaboratori.
L'Automotoclub Storico Italiano ha acquistato la collezione, dichiarata d’interesse culturale dal Ministero per i beni e le attività culturali e per il turismo, nel 2015 dopo la procedura di fallimento che ha colpito la storica carrozzeria. Un vincolo del Ministero imponeva la vendita della collezione nella sua totalità. Inoltre ASI non potrà disperderla rivendendo i pezzi singolarmente, né trasferirla all’estero.
Nel 2018 la collezione è stata trasferita dal Museo Bertone per essere esposta al Museo ASI di Volandia, nei pressi dell'Aeroporto di Milano-Malpensa.

## La Manovella
La Manovella è l’organo di informazione ufficiale dell’ASI. Il mensile ha origini addirittura precedenti alla fondazione del club, essendo nato nel 1961 come organo ufficiale del Veteran Car Club Italia, e si pone ai vertici dell’editoria del settore a livello internazionale e al primo posto in ambito nazionale, con una tiratura di oltre 200 000 copie.

## Presidenti
- 1966: Umberto Peretti Colò
- 1971: Giovanni Caproni
- 1976: Augusto Costantino
- 1982: Luigi Rossi di Montelera
- 1987: Vittorio Zanon di Valgiurata
- 1997: Roberto Loi
- 2018: Maurizio Speziali
- 2019: Alberto Scuro

## Struttura
L’Automotoclub Storico Italiano opera attraverso una segreteria generale e le sue attività sono coordinate da specifiche Commissioni,  Settori e Gruppi di lavoro che riferiscono direttamente al Consiglio Federale. Questo è composto da 12 membri più il presidente, che rimangono in carica per quattro anni.

### Commissioni
- Club
- Cultura
- Tecnica
- Manifestazioni
- Storia e musei
- Veicoli Agricoli
- Veicoli Utilitari e Ricreazionali
- Veicoli Militari
- Nautica, Motonautica, Aeronautica
- Giovani
- Legale

### Settori
- Attività Solidali
- Go-Kart
- Lampeggiatori Blu Storici
- Veicoli da Competizione
- Veicoli Centenari
- Velocipedi